# Calificările pentru Campionatul Mondial de Fotbal 2010 (AFC)
La calificările pentru Campionatul Mondial de Fotbal 2010 pentru zona AFC au luat parte 43 de selecționate naționale. Laos, Brunei și Filipine au decis să nu participe la turneul de calificare, iar Timorul de Est a participat pentru prima dată. Pentru zona asiatică a calificărilor au fost puse la dipoziție 4 locuri la Campionatul Mondial și un loc în playoff.

## Tragerea la sorți
Echipele clasate 1–5 nu au jucat în primele două runde de calificare.

Echipele clasate 6–43 au jucat în prima rundă, echipele de pe locurile 6–24 au jucat împotriva echipelor clasate 25–43.

Din învigătorii primei runde, cele mai prost 8 clasate în clasamentul FIFA vor juca în runda a doua de calificare, celelate selecționate s-au calificat în runda a treia.
| Primele clasate (1 - 5)                                            | Urna A (6 - 24) | Urna B (25 - 43) |
| ------------------------------------------------------------------ | --- | --- |
| 1. Australia 2. Coreea de Sud 3. Arabia Saudită 4. Japonia 5. Iran | 1. Bahrain 2. Uzbekistan 3. Kuweit 4. Coreea de Nord 5. China 6. Iordania 7. Irak 8. Liban 9. Oman 10. Emiratele Arabe Unite 11. Qatar 12. Siria 13. Palestina 14. Thailanda 15. Turkmenistan 16. Tadjikistan 17. Indonezia 18. Hong Kong 19. Yemen | 1. Vietnam 2. Kârgâzstan 3. Maldive 4. India 5. Singapore 6. Sri Lanka 7. Malaysia 8. Taipeiul Chinez 9. Bangladesh 10. Macao 11. Pakistan 12. Afganistan 13. Mongolia 14. Guam 15. Nepal 16. Cambodgia 17. Bhutan 18. Myanmar 19. Timorul de Est |

- Guam și Bhutan s-au retras după tragerea la sorți, dar înainte de a disputa un meci oficial.

## Prima rundă
Tragerea la sorți a avut loc la data de 6 august 2007 la AFC House în Kuala Lumpur, Malaezia. Echipele din Urna A au fost trase la sorți împotriva echipelor din Urna B.
| Echipa 1       | Scor gen.      | Echipa 2              | Tur | Retur     |
| -------------- | -------------- | --------------------- | --- | --------- |
| Pakistan       | 0–7            | Irak                  | 0–7 | 0-0       |
| Uzbekistan     | 11–0           | Taipeiul Chinez       | 9–0 | 2–0       |
| Thailanda      | 13–2           | Macao                 | 6–1 | 7–1       |
| Sri Lanka      | 0–6            | Qatar                 | 0–1 | 0–5       |
| China          | 11–0           | Myanmar               | 7–0 | 4–0       |
| Bhutan         | w/o            | Kuweit                |     |           |
| Kârgâzstan     | 2–2 (5–6 pens) | Iordania              | 2–0 | 0–2 (aet) |
| Vietnam        | 0–6            | Emiratele Arabe Unite | 0–1 | 0–5       |
| Bahrain        | 4–1            | Malaysia              | 4–1 | 0–0       |
| Timorul de Est | 3–11           | Hong Kong             | 2–3 | 1–8       |
| Siria          | 5–1            | Afganistan            | 3–0 | 2–1       |
| Yemen          | 3–2            | Maldive               | 3–0 | 0–2       |
| Bangladesh     | 1–6            | Tadjikistan           | 1–1 | 0–5       |
| Mongolia       | 2–9            | Coreea de Nord        | 1–4 | 1–5       |
| Oman           | 4–0            | Nepal                 | 2–0 | 2–0       |
| Palestina      | 0–7            | Singapore             | 0–4 | 0–3       |
| Liban          | 6–3            | India                 | 4–1 | 2–2       |
| Cambodgia      | 1–5            | Turkmenistan          | 0–1 | 1–4       |
| Guam           | w/o            | Indonezia             |     |           |

1. ^ Din motive de siguranță Irakul a jucat meciul de acsă în Siria, Palestina a jucat meciul de acsă în Qatar și Afghanistanul a jucat meciul de acsă în Tajikistan.[2]
2. ^ Bhutan s-a retras.[3]
3. ^ Guam s-a retras.[4]
4. ^ FIFA a decis să mute meciul Myanmarului de acsă în Malaezia.[5]
5. ^ Timorul de Est a ales să joace în Indonezia.
6. ^ Palestina nu s-a prezentat; Singapore a câștigat cu 3–0, la masa verde. Federația Palestiniană de Fotbal a depus un apel pentru reprogramarea meciului invocând faptul că jucători nu au primit permisiunea de a părăsi Fâșia Gaza, dar FIFA a respins apelul.[6]

## A doua rundă
| Echipa 1  | Scor gen. | Echipa 2     | Tur | Retur |
| --------- | --------- | ------------ | --- | ----- |
| Hong Kong | 0–3       | Turkmenistan | 0–0 | 0–3   |
| Indonezia | 1–11      | Siria        | 1–4 | 0–7   |
| Singapore | 3–1       | Tadjikistan  | 2–0 | 1–1   |
| Yemen     | 1–2       | Thailanda    | 1–1 | 0–1   |

## A treia rundă

### Selecționate calificate
| Au intrat în runda 3                                               | Cei 11 înving. din runda 1 | Înving. din runda 2                                |
| ------------------------------------------------------------------ | --- | -------------------------------------------------- |
| 1. Australia 2. Coreea de Sud 3. Arabia Saudită 4. Japonia 5. Iran | 1. Bahrain 2. Uzbekistan 3. Kuweit1 4. Coreea de Nord 5. China 6. Iordania 7. Irak 8. Liban 9. Oman 10. Emiratele Arabe Unite 11. Qatar | 1. Siria 2. Thailanda 3. Turkmenistan 4. Singapore |

### Tragerea la sorți
Cele 20 de echipe au fost împărțite în 5 grupe de câte 4 echipe. Tragerea la sorți a grupelor a avut loc la data de 25 noiembrie 2007 în Durban, Africa de Sud.
Cele patru urne au fost:
| Urna A                                                      | Urna B                                                 | Urna C                                                 | Urna D                                               |
| ----------------------------------------------------------- | ------------------------------------------------------ | ------------------------------------------------------ | ---------------------------------------------------- |
| Australia · Coreea de Sud · Iran · Japonia · Arabia Saudită | Bahrain · Uzbekistan · Kuweit · Coreea de Nord · China | Iordania · Irak · Liban · Oman · Emiratele Arabe Unite | Qatar · Siria · Thailanda · Turkmenistan · Singapore |

### Grupele

#### Grupa 1
| Echipa    | M | V | E | Î | GM | GP | G  | Pct |
| --------- | - | - | - | - | -- | -- | -- | --- |
| Australia | 6 | 3 | 1 | 2 | 7  | 3  | +4 | 10  |
| Qatar     | 6 | 3 | 1 | 2 | 5  | 6  | −1 | 10  |
| Irak      | 6 | 2 | 1 | 3 | 4  | 6  | −2 | 7   |
| China     | 6 | 1 | 3 | 2 | 3  | 4  | −1 | 6   |

|           | Australia | Republica Populară Chineză | Irak  | Qatar |
| --------- | --------- | -------------------------- | ----- | ----- |
| Australia | –         | 0 – 1                      | 1 – 0 | 3 – 0 |
| China     | 0 – 0     | –                          | 1 – 2 | 0 – 1 |
| Irak      | 1 – 0     | 1 – 1                      | –     | 0 – 1 |
| Qatar     | 1 – 3     | 0 – 0                      | 2 – 0 | –     |

#### Grupa 2
| Echipa    | M | V | E | Î | GM | GP | G  | Pct |
| --------- | - | - | - | - | -- | -- | -- | --- |
| Japonia   | 6 | 4 | 1 | 1 | 12 | 3  | +9 | 13  |
| Bahrain   | 6 | 3 | 2 | 1 | 7  | 5  | +2 | 11  |
| Oman      | 6 | 2 | 2 | 2 | 5  | 7  | −2 | 8   |
| Thailanda | 6 | 0 | 1 | 5 | 5  | 14 | −9 | 1   |

|           | Bahrain | Japonia | Oman  | Thailanda |
| --------- | ------- | ------- | ----- | --------- |
| Bahrain   | –       | 1 – 0   | 1 – 1 | 1 – 1     |
| Japonia   | 1 – 0   | –       | 3 – 0 | 4 – 1     |
| Oman      | 0 – 1   | 1 – 1   | –     | 2 – 1     |
| Thailanda | 2 – 3   | 0 – 3   | 0 – 1 | –         |

#### Grupa 3
| Echipa         | M | V | E | Î | GM | GP | G   | Pct |
| -------------- | - | - | - | - | -- | -- | --- | --- |
| Coreea de Sud  |   | 3 | 3 | 0 | 10 | 3  | +7  | 12  |
| Coreea de Nord |   | 3 | 3 | 0 | 4  | 0  | +4  | 12  |
| Iordania       |   | 2 | 1 | 3 | 6  | 6  | 0   | 7   |
| Turkmenistan   |   | 0 | 1 | 5 | 1  | 12 | −11 | 1   |

|                | Iordania | Coreea de Nord | Coreea de Sud | Turkmenistan |
| -------------- | -------- | -------------- | ------------- | ------------ |
| Iordania       | –        | 0 – 1          | 0 – 1         | 2 – 0        |
| Coreea de Nord | 2 – 0    | –              | 0 – 0         | 1 – 0        |
| Coreea de Sud  | 2 – 2    | 0 – 0          | –             | 4 – 0        |
| Turkmenistan   | 0 – 2    | 0 – 0          | 1 – 3         | –            |

#### Grupa 4
| Echipa         | M | V | E | Î | GM | GP | G   | Pct |
| -------------- | - | - | - | - | -- | -- | --- | --- |
| Uzbekistan     |   | 5 | 0 | 1 | 17 | 7  | +10 | 15  |
| Arabia Saudită |   | 5 | 0 | 1 | 15 | 5  | +10 | 15  |
| Singapore      |   | 2 | 0 | 4 | 7  | 16 | −9  | 6   |
| Liban          |   | 0 | 0 | 6 | 3  | 14 | −11 | 0   |

|                | Liban | Arabia Saudită | Singapore | Uzbekistan |
| -------------- | ----- | -------------- | --------- | ---------- |
| Liban          | –     | 1 – 2          | 1 – 2     | 0 – 1      |
| Arabia Saudită | 4 – 1 | –              | 2 – 0     | 4 – 0      |
| Singapore      | 2 – 0 | 0 – 3*         | –         | 3 – 7      |
| Uzbekistan     | 3 – 0 | 3 – 0          | 3 – 0*    | –          |

#### Grupa 5
| Echipa                | M | V | E | Î | GM | GP | G  | Pct |
| --------------------- | - | - | - | - | -- | -- | -- | --- |
| Iran                  | 6 | 3 | 3 | 0 | 7  | 2  | +5 | 12  |
| Emiratele Arabe Unite | 6 | 2 | 2 | 2 | 7  | 7  | 0  | 8   |
| Siria                 | 6 | 2 | 2 | 2 | 7  | 8  | −1 | 8   |
| Kuweit                | 6 | 1 | 1 | 4 | 8  | 12 | −4 | 4   |

|                       | Iran  | Kuweit | Siria | Emiratele Arabe Unite |
| --------------------- | ----- | ------ | ----- | --------------------- |
| Iran                  | –     | 2 – 0  | 0 – 0 | 0 – 0                 |
| Kuweit                | 2 – 2 | –      | 4 – 2 | 2 – 3                 |
| Siria                 | 0 – 2 | 1 – 0  | –     | 1 – 1                 |
| Emiratele Arabe Unite | 0 – 1 | 2 – 0  | 1 – 3 | –                     |